# Präsidentschaftswahl in Ägypten 2014

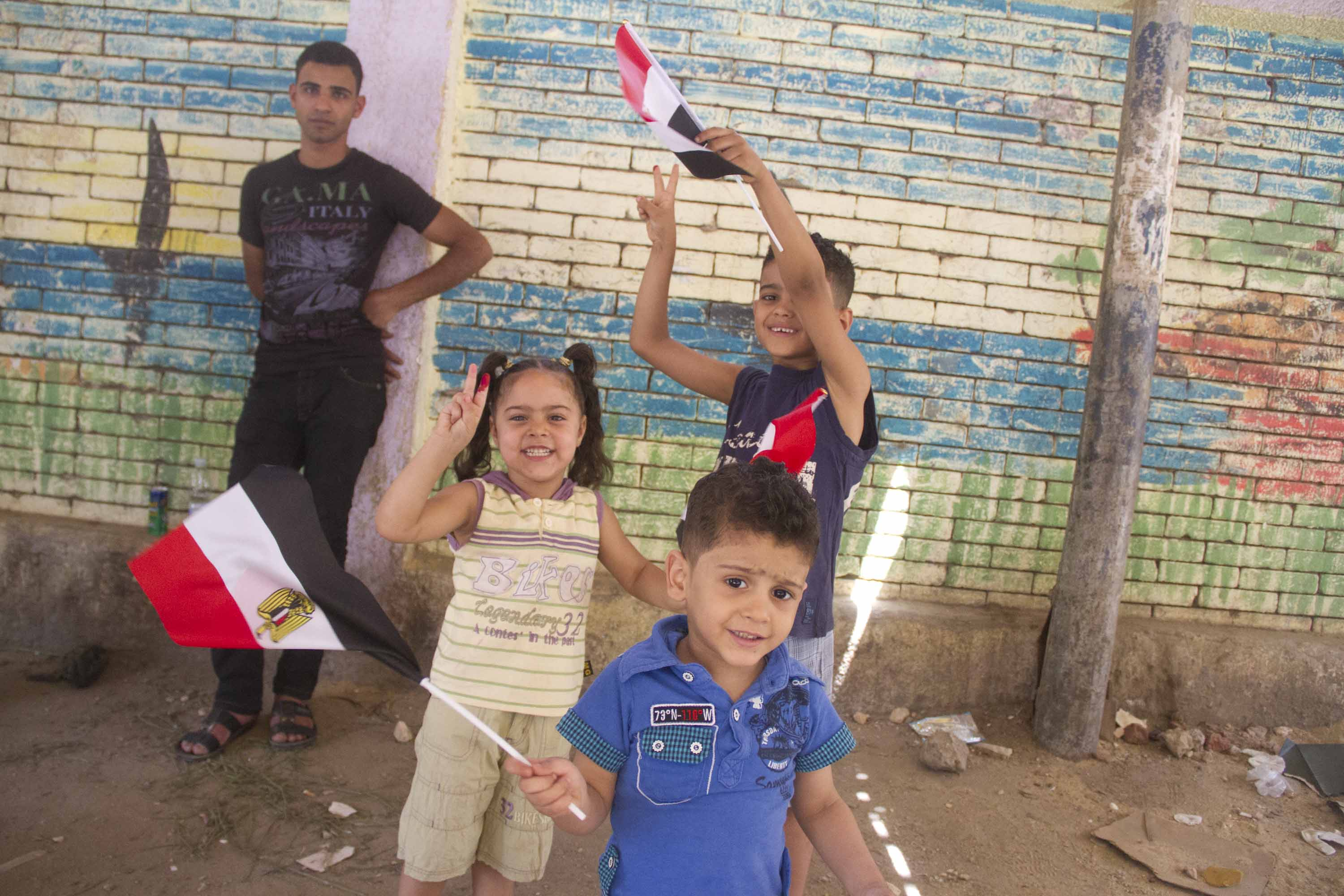
Kinder wehen an einer Wahlstation die ägyptische Flagge

Am 26. und 27. Mai 2014 fanden die ersten Präsidentschaftswahlen in Ägypten nach dem Sturz des ersten demokratisch gewählten Präsidenten Ägyptens Mohammed Mursis statt. Sollte eine Stichwahl nötig sein, war diese für Mitte Juni 2014 geplant. Das Endergebnis sollte dann spätestens am 26. Juni 2014 feststehen.

## Teilnehmende Kandidaten
|                                                |                                                                 |                                                   | |
| Abd al-Fattah as-Sisi                          | Hala Schukrallah                                                | Hamdin Sabahi                                     | Khaled Ali |
| Generalfeldmarschall und Verteidigungsminister | koptische Christin, Vorsitzende der liberalen Verfassungspartei | Vorsitzender der nasseristischen Partei der Würde | Anwalt und Arbeiteraktivist; Ex-Vorsitzender des Ägyptischen Zentrums für Wirtschaftliche und Soziale Rechte; Gründungsmitglied des Rechtszentrums Hischam Mubarak |

Hamdin Sabahi von der Partei der Würde kündigte seine Kandidatur am 8. Februar 2014 an. Die Partei des Lichts nominierte niemanden für die Präsidentschaft. Die Neue Wafd-Partei erklärte am 27. Januar 2014, dass sie ebenfalls niemanden nominieren werd. Die Salafistenfront konnte sich nicht auf eine Haltung zu der Wahl einigen.
Adli Mansur, der seit dem Militärputsch Interimspräsident gewesen war, erklärte im November 2013, dass er nicht zur (Wieder-)Wahl antreten werde. Auch Amr Mussa, der bei der Wahl 2012 11 Prozent der Stimmen erhalten hatte, trat nicht wieder an.
Abdel Moneim Abul Futuh, der sich 2012 ebenfalls um die Präsidentschaft beworben hatte und mehr als ein Sechstel der Stimmen erhalten hatte, verzichtete am 9. Februar 2014 auf eine Kandidatur.
Generalfeldmarschall Abd al-Fattah as-Sisi kündigte in einem Interview vom 5. Februar 2014 mit der kuwaitischen Zeitung al-Seyassah an, dass er zur Wahl antreten werde; allerdings dementierte die ägyptische Armee dies.
Am 13. März 2014 kündigte Generalleutnant Sami Hafez Enan an, dass er nicht bei der Präsidentschaftswahl antreten werde. Der Arbeitsrechtler Khaled Ali zog seine Kandidatur am 16. März 2014 zurück. Auch Ahmad Schafiq kündigte am 20. März an, dass er nicht wieder zur Wahl antreten werde.

## Unterstützung und Opposition
Die Jugendbewegung des 6. April, die Koordinationsfront des 30. Juni und die Ex-Tamarod-Jugend trafen sich mit Khaled Ali und Hamdin Sabahi, um einen gemeinsamen Kandidaten der „zivilen“ Kräfte zu küren. Der 6. April ist gegen die Kandidatur as-Sisis. Die Partei Starkes Ägypten von Abdel Moneim Abul Futuh ist ebenfalls gegen die Kandidatur as-Sisis. Die Revolutionären Sozialisten konstatierten, dass sie in Verhandlungen mit mehreren Präsidentschaftskandidaten stehen und zu Khaled Ali tendieren.
Die Bewegung Finish Your Favor erklärte, dass sie 26 Millionen Unterschriften gesammelt habe, die as-Sisi zur Präsidentschaftskandidatur aufrufen würden. Der Block Revolutionärer Kräfte unterstützt ebenfalls as-Sisis Kandidatur. Die Partei des Lichts will warten, bis alle Kandidaten registriert sind, um dann einen Kandidaten zu wählen, den sie unterstützen wird.
Tamarod unterstützt offiziell as-Sisi. Die beiden Mitgründer der Tamarod, Hassan Schahin und Mohamed Abel Aziz, unterstützen allerdings Hamdin Sabahi. Andere führende Tamarod-Mitglieder, insgesamt über 50, gaben ein Statement heraus, das ihre Unterstützung für Sabahi ausdrückte.
Amr Mussa erklärte, dass as-Sisi der qualifizierteste Kandidat für die Präsidentschaft sei. Die Volksbewegung hingegen unterstützt offiziell Sabahi als Präsidenten.
Die Gemäßigte Front, bestehend aus ehemaligen Mitgliedern des al-Dschihad, der Muslimbrüder und ehemaligen Gamaa Islamija-Mitgliedern, unterstützt as-Sisi. Die Sozialistische Volksallianz und die Ägyptische Sozialdemokratische Partei konnten sich auch am 11. Februar 2014 nicht auf einen gemeinsamen Kandidaten einigen. Die Tagamo kündigte am 16. Februar 2014 an, dass sie as-Sisi als Kandidaten unterstützen werde.

## Ergebnis
Ex-Feldmarschall Sisi ist nach den Veröffentlichungen, die bis zum 29. Mai 2014 vorlagen, mit sehr großer Mehrheit gewählt worden. Sein einziger Gegenkandidat kam nur auf wenige Prozent der Stimmen. Es gab nur etwa die Hälfte der Wähler ihre Stimme bei der Wahl ab. Die Wahl dauerte wegen der geringen Beteiligung drei Tage und nicht zwei wie geplant.
| Kandidat              | Kandidat              | Partei                | Stimmen    | %       |
| --------------------- | --------------------- | --------------------- | ---------- | ------- |
|                       | Abd al-Fattah as-Sisi | unabhängig            | 23.780.104 | 96,91 % |
|                       | Hamdien Sabahi        | Partei der Würde      | 757.511    | 3,09 %  |
|                       |                       |                       |            |         |
| Gültige Gesamtstimmen | Gültige Gesamtstimmen | Gültige Gesamtstimmen | 24.537.615 | 95,93 % |
|                       |                       |                       |            |         |
| Ungültige Stimmen     | Ungültige Stimmen     | Ungültige Stimmen     | 1.040.608  | 4,07 %  |
| Beteiligung           | Beteiligung           | Beteiligung           | 25.578.233 | 47,45 % |
|                       |                       |                       |            |         |
| Quelle:               |                       |                       |            |         |

## Boykotte
Die radikalislamische Partei für Unversehrtheit und Entwicklung, der politische Flügel des al-Dschihad, kündigte am 28. Januar 2014 an, dass sie die kommenden Wahlen boykottieren werde. Auch die Partei Starkes Ägypten kündigte am 9. Februar 2014 an, dass sie die Wahl boykottieren werde. Aiman Nur und seine Morgen-Partei der Revolution kündigten am selben Tag an, dass sie die Wahl ebenfalls boykottieren würden.